# ミラクル☆パラダイス
「ミラクル☆パラダイス」は、i☆Risの7枚目のシングル。2014年11月12日にDIVE II entertainmentから発売された。

## 概要
- i☆Risの7枚目のシングルで、i☆Ris初のオリコントップ20入りシングルとなった。

- 表題曲「ミラクル☆パラダイス（読み：ミラクル パラダイス）」は、テレビ東京系アニメ「プリパラ」第2クールオープニングテーマに起用された[3]。
- ジャケット写真は2014年10月7日に撮影され、ミュージックビデオは2014年10月5日に東京ウエストインターナショナルスクール砂川キャンパスの体育館の建物を使用して撮影された。
- ミュージックビデオの映像監督は、福居英晃が務めた。
- CDのみ盤にのみ、「Special Kiss」が収録されている。
- 初回封入特典は、「i☆Risメンバートモチケ」（全6種）がランダムで1枚封入されている[4]。

## 収録曲

### CD+DVD盤
1. ミラクル☆パラダイス [3:59]
作詞：桑谷実沙、森月キャス、作曲：桑谷実沙、編曲：渡辺徹
  - テレビ東京系アニメ「プリパラ」オープニングテーマ
2. ココロノヲト [4:04]
作詞：Mio Aoyama、作曲：丸山真由子、編曲：清水武仁
3. ミラクル☆パラダイス（Instrumental）
4. ココロノヲト（Instrumental）

DVD
1. ミラクル☆パラダイス -Music Video-
2. ミラクル☆パラダイス -Off Shot Movie-

### CDのみ盤
1. ミラクル☆パラダイス
2. ココロノヲト
3. Special Kiss [4:25]
作詞・作曲・編曲：ats-
4. ミラクル☆パラダイス（Instrumental）
5. ココロノヲト（Instrumental）
6. Special Kiss（Instrumental）